# Aldo Masciotta
Aldo Masciotta (ur. 14 sierpnia 1909 w Casacalendzie, zm. 24 kwietnia 1996 w Turynie) – włoski szablista, wicemistrz olimpijski i czterokrotny medalista mistrzostw świata.
Na igrzyskach olimpijskich w Berlinie w 1936 roku wspólnie z Giulio Gaudinim, Gustavo Marzim, Vincenzo Pintonem, Aldo Montano i Athosem Tanzinim zdobył drużynowo srebrny medal. W rywalizacji indywidualnej nie startował. Był to jego jedyny występ olimpijski.
Podczas mistrzostw świata w Lozannie w 1935 roku (oficjalnie rozgrywanych pod tą nazwą dopiero od 1937) Giulio Gaudini, Gustavo Marzi, Aldo Masciotta, Aldo Montano, Vincenzo Pinton i Emilio Salafia zdobyli srebrny medal w szabli drużynowej. W tej samej konkurencji zdobył następnie złoty medal na mistrzostwach świata w Pieszczanach (1938) i kolejny srebrny na mistrzostwach świata w Paryżu (1937). Ponadto wywalczył srebrny medal w turnieju indywidualnym na MŚ 1938, przegrywając tylko z Aldo Montano.
Studiował medycynę na uniwersytetach we Florencji i Neapolu, następnie został chirurgiem. W czasie II wojny światowej był medykiem podczas włoskiej inwazji na Francję, otrzymując brązowy Medal za Męstwo Wojskowe. W latach 1957–1968 był prezydentem Club di Scherma di Torino.
Jego córka, Giovanna Masciotta, także uprawiała szermierkę